# Marsden Hartley
Marsden Hartley (4 de janeiro de 1877 - 2 de setembro de 1943) foi um pintor modernista, poeta e ensaísta estadunidense do início do século XX.

## Infância e educação
Hartley nasceu na cidade de Lewiston, no estado norte-americano do Maine. onde seus pais ingleses se estabeleceram. Ele era o mais novo de nove filhos. Sua mãe morreu quando tinha oito anos, e seu pai se casou novamente quatro anos depois com Martha Marsden. Seu nome de nascimento era Edmund Hartley; Ele mais tarde assumiu Marsden como seu primeiro nome quando estava no começo dos seus 20 anos. Poucos anos depois da morte de sua mãe, quando Hartley tinha 14, sua família mudou-se para Ohio, deixando-o para trás em Maine para trabalhar em uma fábrica de calçados por um ano.
Essas ocorrências sombrias levaram Hartley a recordar sua infância em New England como um tempo de solidão dolorosa. Tanto que, em uma carta a seu amigo Alfred Stieglitz, uma vez descreveu o sotaque do distrito como "uma triste lembrança [que] adentrou em minha própria carne como facas afiadas".
Depois de se juntar à sua família em Cleveland, Ohio, em 1892, Hartley começou seu treinamento artístico na Cleveland School of Art, onde contou com uma bolsa de estudos.
Em 1898, aos 22 anos, Hartley mudou-se para a cidade de Nova York para estudar pintura na New York School of Art sob a tutela de William Merritt Chase e depois participou da National Academy of Design. Hartley foi um grande admirador de Albert Pinkham Ryder e visitou seu estúdio em Greenwich Village com a maior freqüência possível. Sua amizade com Ryder, além dos escritos de Walt Whitman e dos transcendentalistas americanos Henry David Thoreau e Ralph Waldo Emerson, inspirou Hartley a ver a arte como uma missão espiritual.

## Amadurecimento e apresentações em Nova York
Em 1908, Hartley mudou-se para uma fazenda abandonada perto de Lovell, no Maine. Ele considerou as pinturas que produziu lá suas primeiras obras verdadeiramente maduras, e também impressionaram o fotógrafo de Nova York e promotor de arte Alfred Stieglitz.  Hartley teve sua primeira exposição individual no 291 de Stieglitz em 1909 e exibiu seu trabalho lá novamente em 1912. Stieglitz também forneceu a introdução de Hartley a pintores modernistas europeus, dos quais Cézanne, Picasso e Matisse se mostrariam o mais influentes.

## Hartley na Europa
Hartley viajou pela primeira vez à Europa em abril de 1912 e se familiarizou com o círculo de escritores e artistas vanguardistas de Gertrude Stein em Paris. Stein, juntamente com os norte-americanos Hart Crane e Sherwood Anderson, poeta e escritor, respectivamente, encorajou Hartley a escrever e a pintar.
Em 1913, Hartley mudou-se para Berlim, onde continuou a pintar e fazer amizade com os pintores Wassily Kandinsky e Franz Marc. Ele também passou a colecionar e admirar obras da arte popular bávara. Seu trabalho durante esse período foi uma combinação de abstração e expressionismo alemão, alimentado por sua marca pessoal de misticismo. Muitas das pinturas feitas por Hartley em Berlim foram inspiradas pelo desfile militar alemão, embora sua visão desse assunto tenha mudado após o início da Primeira Guerra Mundial, uma vez que a guerra não era mais uma "realidade romântica, mas real". As primeiras de suas pinturas feitas em Berlim foram mostradas no Armory Show de 1913, em Nova York.
Em Berlim, Hartley desenvolveu um relacionamento próximo com um tenente prussiano, Karl von Freyburg, que era o primo de um amigo de Hartley, Arnold Ronnebeck. As referências a Freyburg foram um tema recorrente no trabalho de Hartley, mais notavelmente em Portrait of a German Officer (1914). A morte subsequente de Freyburg durante a Guerra atingiu duramente Hartley, que, depois, passou a idealizar sua relação com o militar. Muitos estudiosos interpretaram seu trabalho em relação a Freyburg como incorporando sentimentos homossexuais por ele.

## "O pintor do Maine"
Hartley chegou a voltar para os EUA no início de 1916.  No entanto, ele morou na Europa novamente de 1921 a 1930, quando ele voltou para sua terra-natal definitivamente. O artista pintou em todo o país: nos estados do Massachusetts, Novo México, Califórnia e Nova York. Ele retornou ao Maine em 1937, depois de declarar que queria se tornar "o pintor do Maine" e fazer retratos sobre a vida americana em âmbito local. Isso alinhou Hartley com o movimento do regionalismo, um grupo de artistas ativos do início ao meio do século XX que tentaram representar uma "arte americana" distintamente. Ele continuou a pintar em Maine, principalmente cenas ao redor de Lovell e da costa da Coréia, até sua morte em Ellsworth em 1943.  Suas cinzas foram espalhadas no rio Androscoggin.

## Galeria

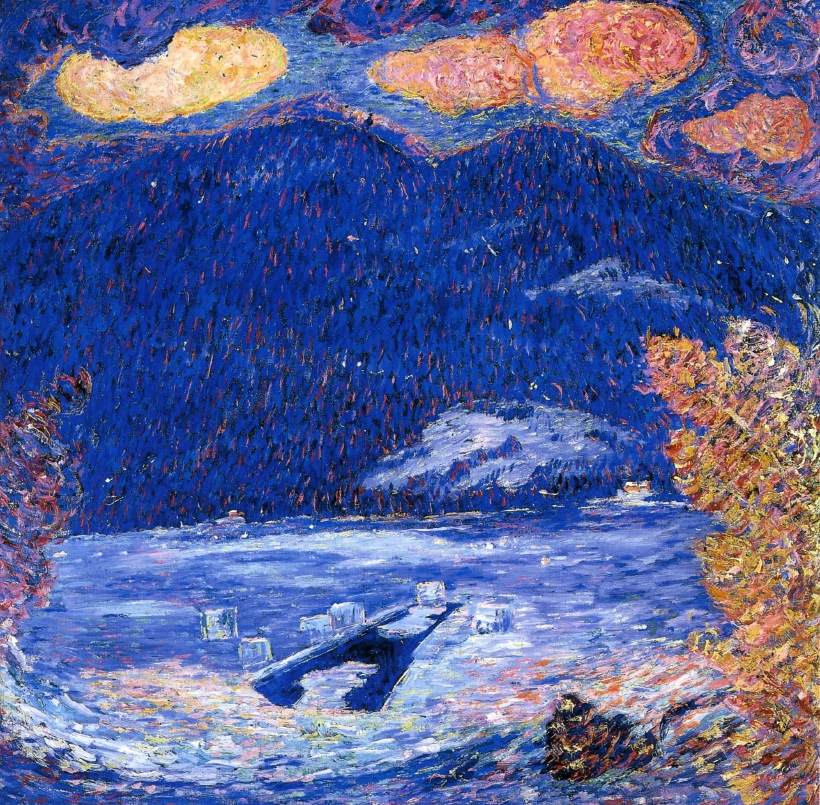
The Ice Hole, 1908, New Orleans Museum of Art
The Dark Mountain, No. 2, 1909, Metropolitan Museum of Art
Autumn Color, ca. 1910, Metropolitan Museum of Art
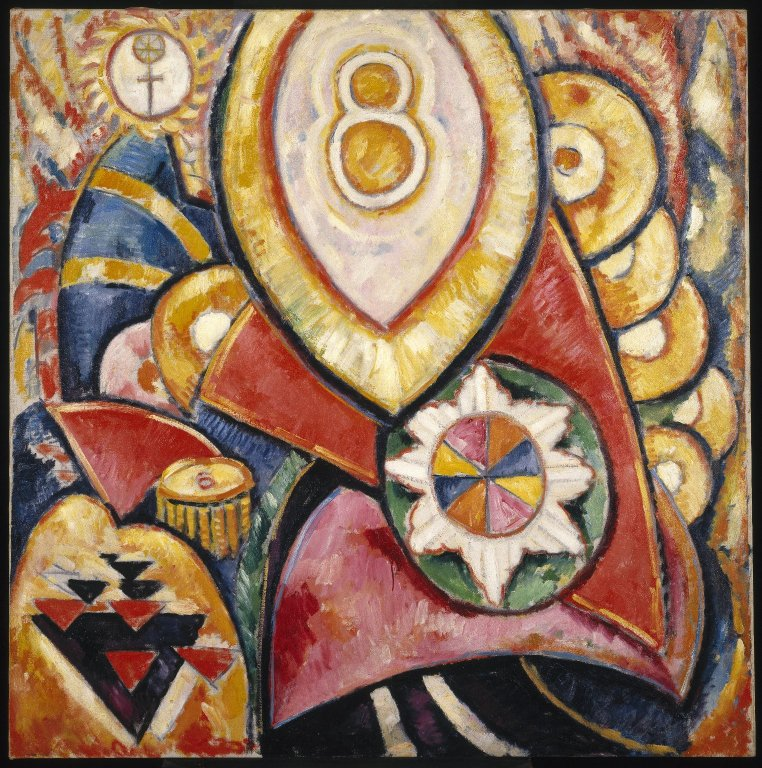
Painting No. 48, 1913, Brooklyn Museum
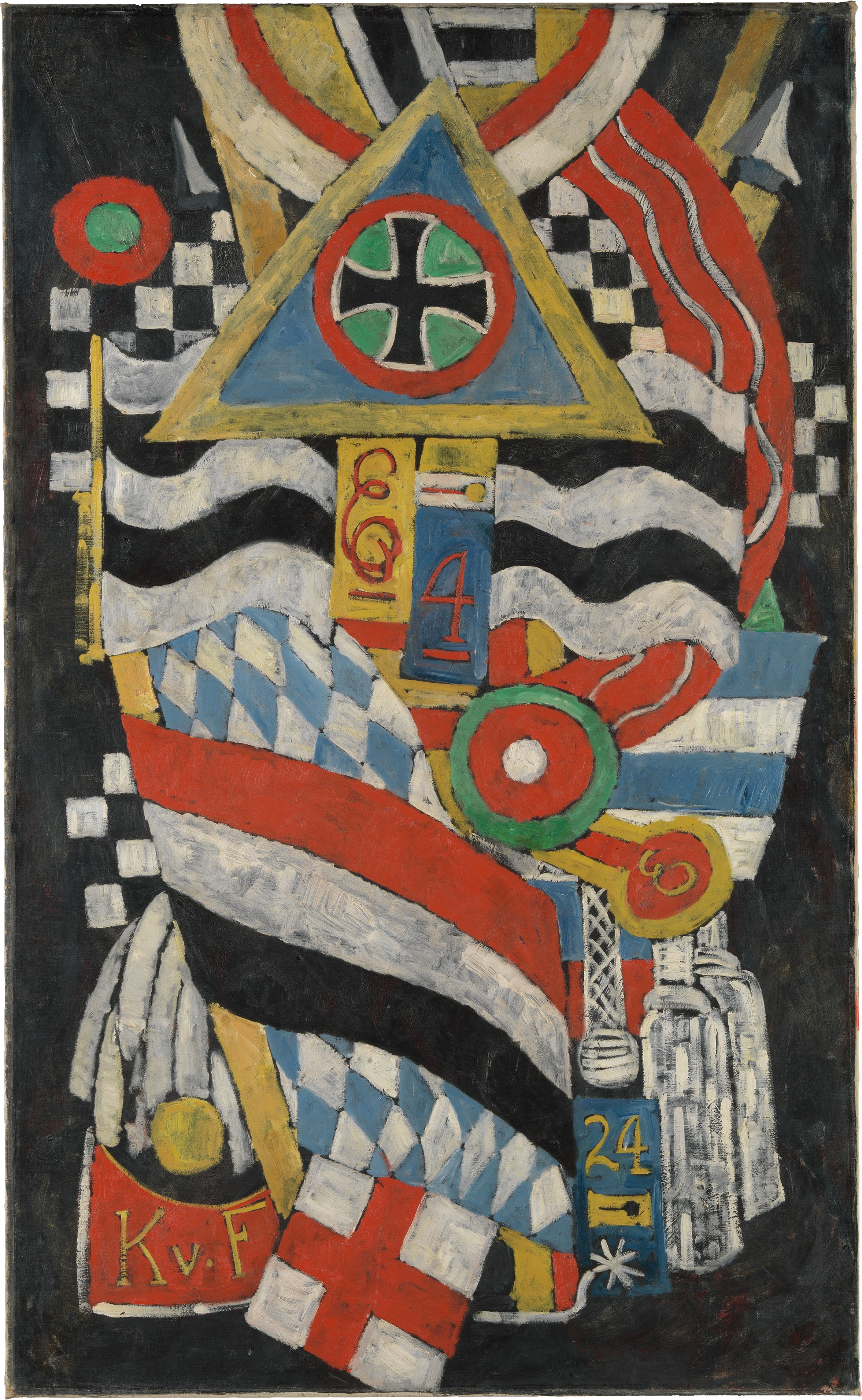
Portrait of a German Officer, 1914, Metropolitan Museum of Art
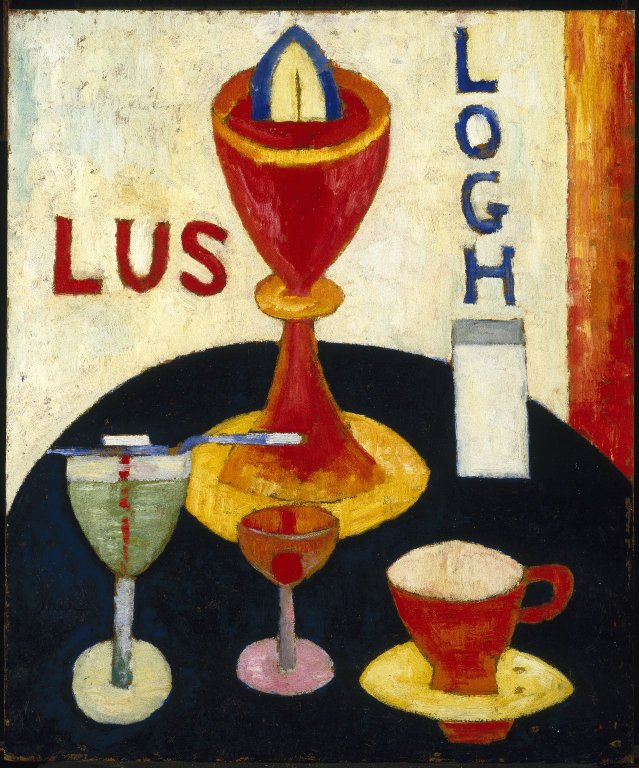
Handsome Drinks, 1916, Brooklyn Museum
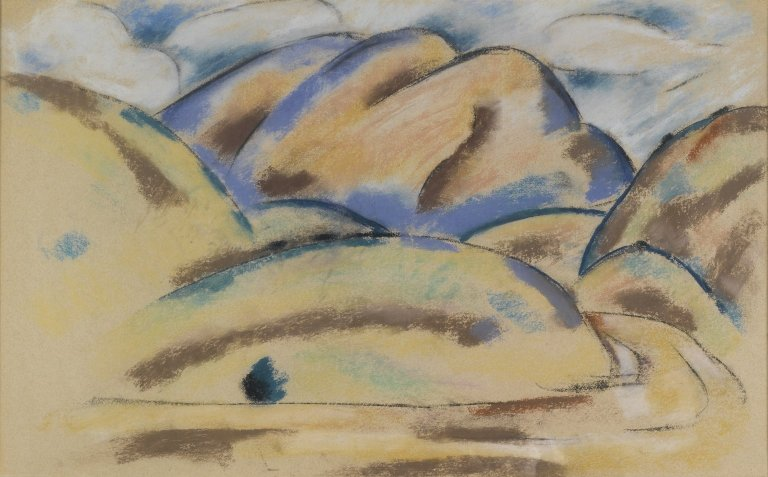
Landscape, New Mexico, 1916–1920, Brooklyn Museum
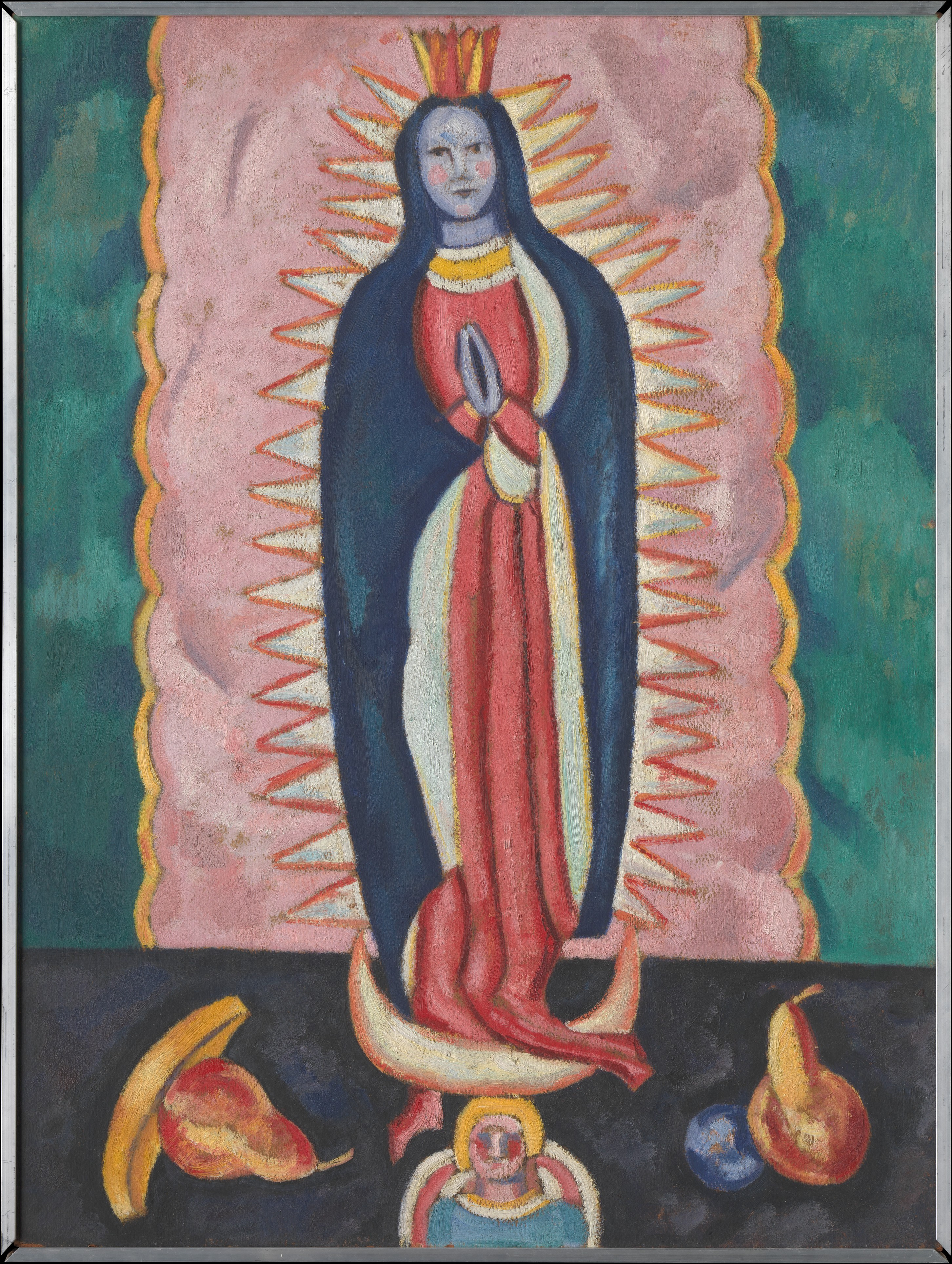
The Virgin of Guadalupe, 1918-20, Metropolitan Museum of Art
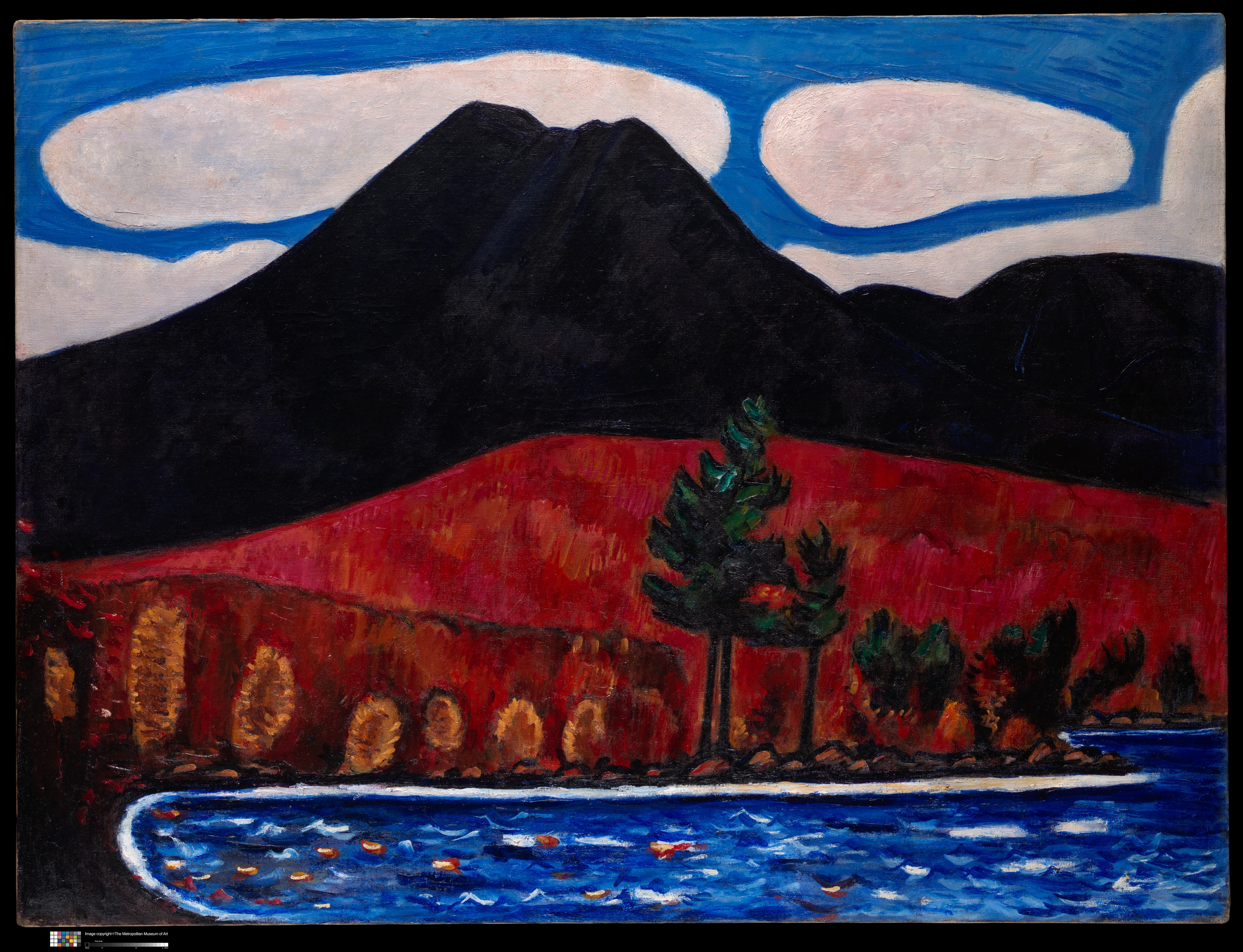
Mt. Katahdin (Maine), Autumn -2, 1939–40, Metropolitan Museum of Art
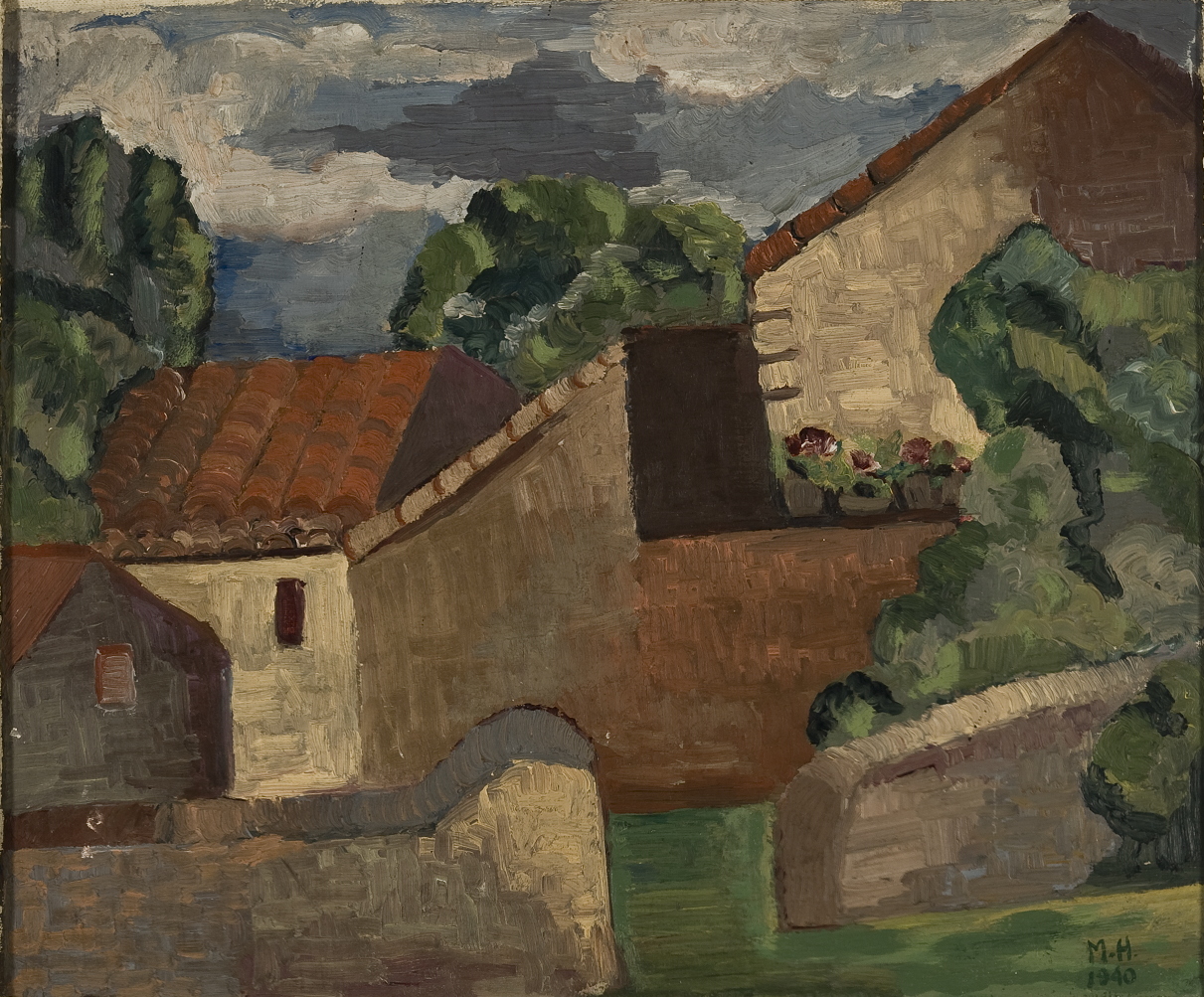
Village, 1940, San Antonio Museum of Art
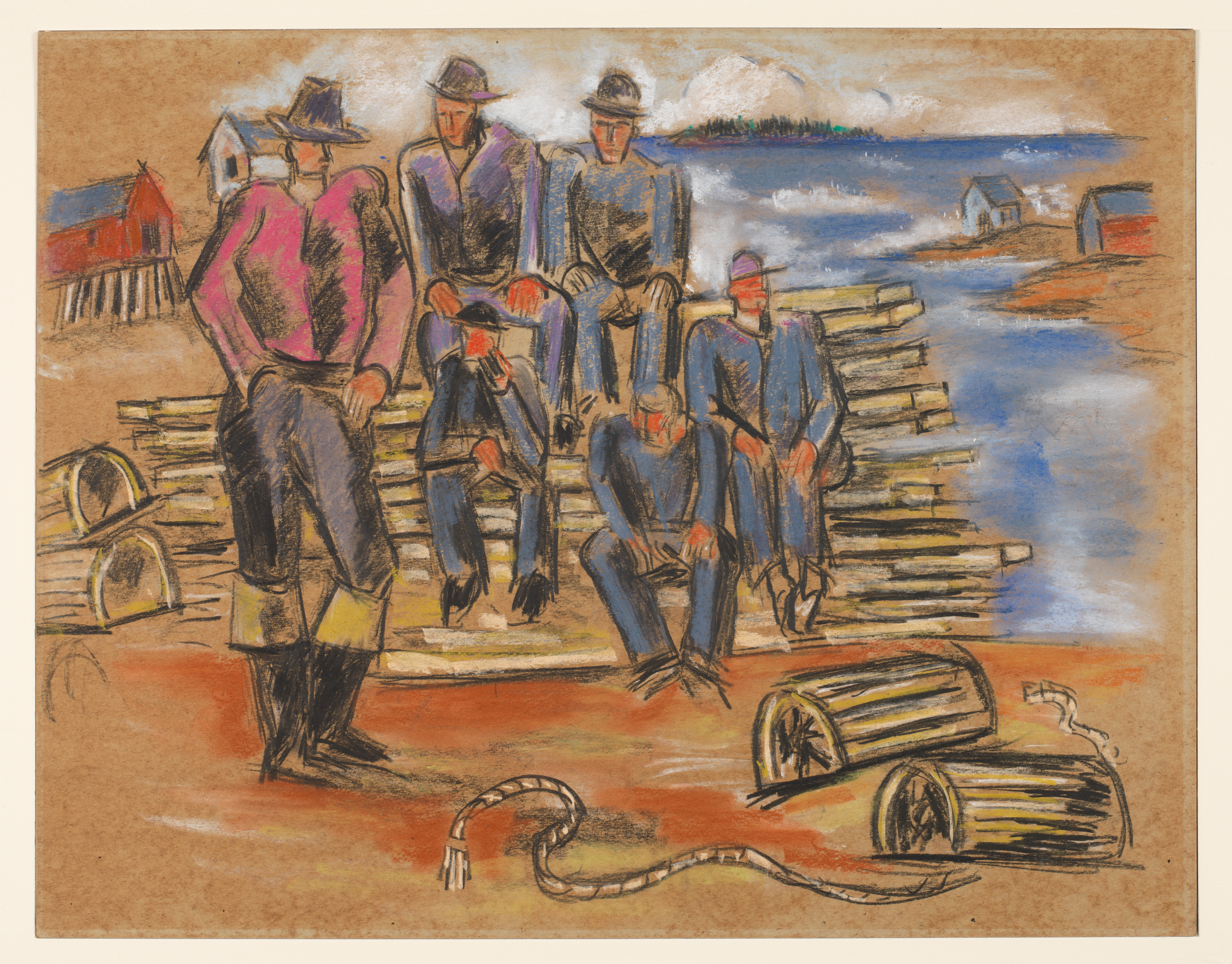
Study for "Lobster Fishermen", 1940, Metropolitan Museum of Art
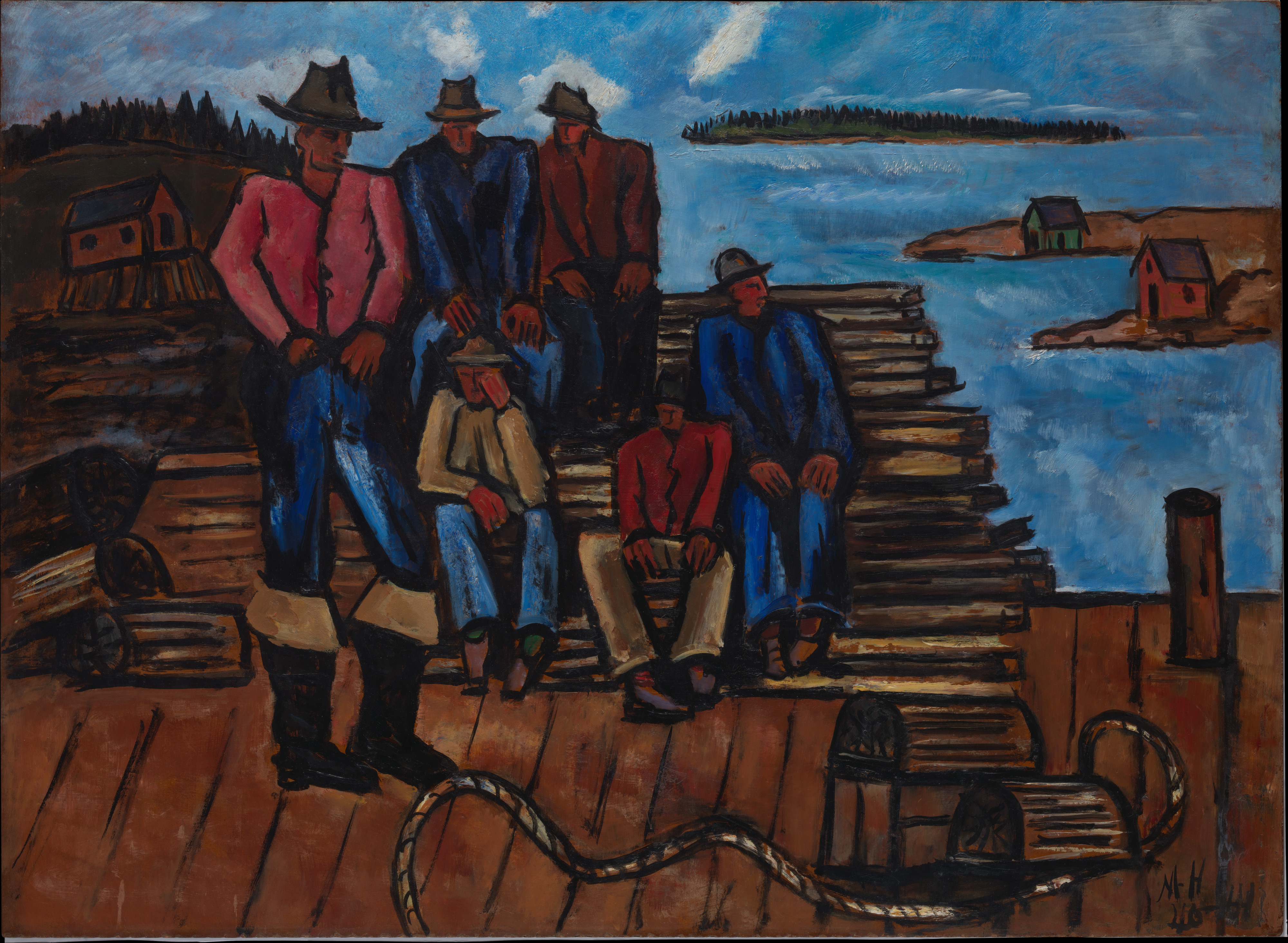
Lobster Fishermen, 1940-41, Metropolitan Museum of Art